# Alexandre Volinine
Alexandre Volinine   (Moscou, 17 de setembre de 1882 - París, 3 de juliol de 1955), nascut Aleksandr Emiliànovitx Volinin, rus: Александр Емельянович Волинин, fou un ballarí rus naturalitzat francès.
Volinine va estudiar a l'Escola de Ballet de Moscou, sota la supervisió de Vassili Tikhomírov.
Va ballar al Teatre Bolxoi el 1901 i va exercir allà, com a solista, els papers principals del repertori de Màrius Petipà, així com diversos ballets de Gorski.
El 1910 es va incorporar als Ballets Russes de Serguei Diàguilev, per després continuar la seva carrera amb gires internacionals.
Fou la parella de Lydia Lopokova (1910-1911), Adeline Genée (1912-1913), Lydia Kyakcht (1913) i Anna Pàvlova (1914-1925).
El 1926 s'instal·là a París i fundà al primer pis de la mansió privada de Théodore i Tamara d'Erlanger (132 avinguda de Villiers) una escola de la qual provenien Renée Jeanmaire, Jean Babilée, Serge Golovine, David Lichine, Vladimir Skouratoff, Tatiana Riabouchinska. Serge Peretti i George Skibine.
A principis de juny de 1940, fugint de l'avanç de les tropes alemanyes, es va traslladar a Biarritz i va obrir un curs. L'any següent i fins al 1944, es van donar lliçons a la rue Joseph Petit a la casa familiar de Gina Bartissol, professora de dansa a Biarritz. A l'Alliberament, desitjant viure de manera sostenible a la costa basca, Alexandre Volinine va crear classes a més de Biarritz a Baiona i Sant Joan Lohitzune, abans de tornar a París. Està enterrat al cementiri rus de Sainte-Geneviève-des-Bois.
El seu nom es va donar el 1984 al "Prix Volinine" que premiava joves coreògrafs a França.